# Prowincja Pathum Thani
Pathum Thani (taj. ปทุมธานี) – jedna z centralnych prowincji (changwat) Tajlandii. Sąsiaduje z prowincjami Ayutthaya, Saraburi, Nakhon Nayok, Chachoengsao, Bangkok i Nonthaburi.